# Christopher Kelk Ingold

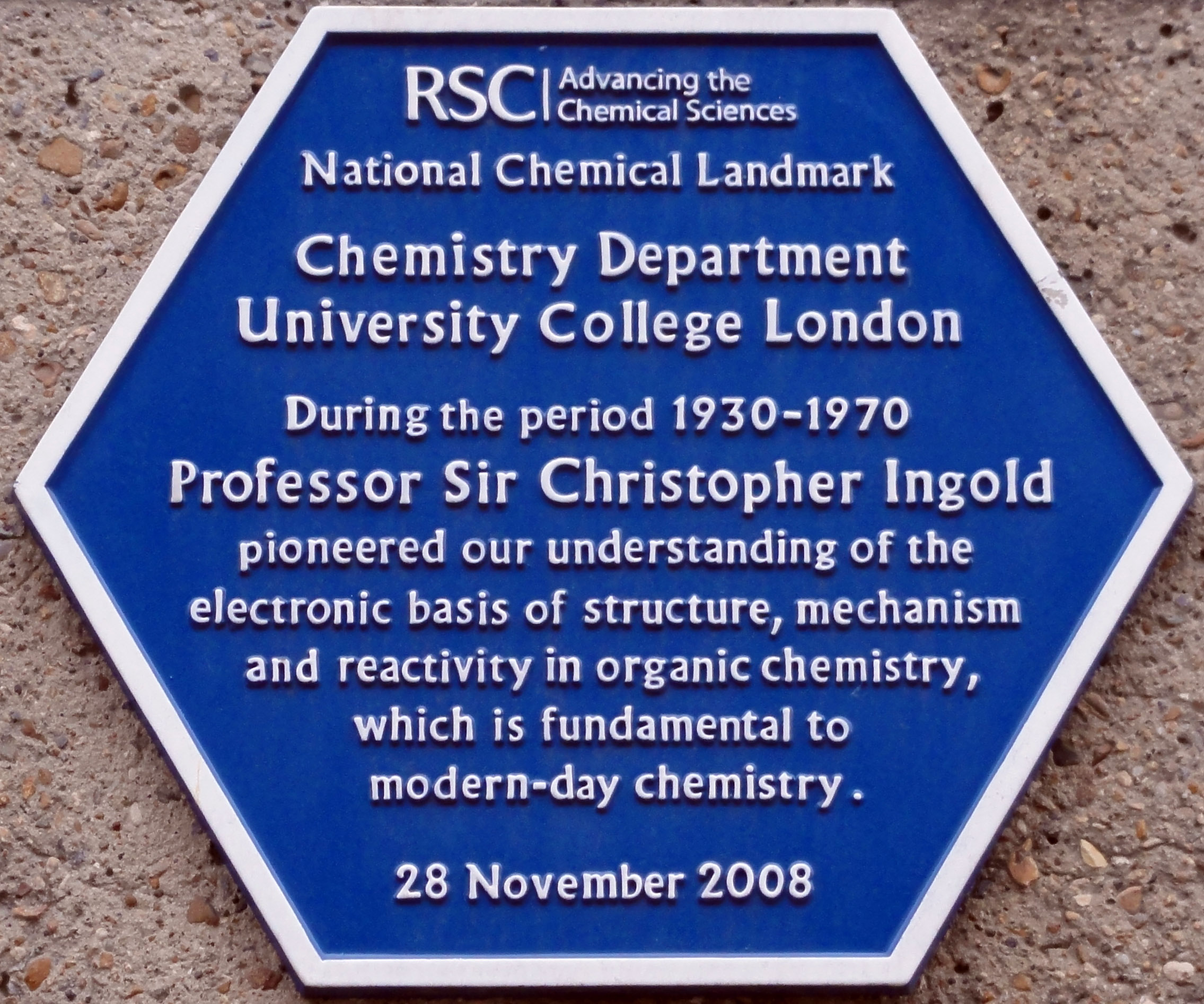
Gedenkplakette beim University College London

Sir Christopher Kelk Ingold (* 28. Oktober 1893 in London; † 8. Dezember 1970 in Edgware) war ein britischer Chemiker.
Ingold begann seine wissenschaftlichen Studien 1913 an der Hartley Universität in Southampton, wechselte später jedoch an das Imperial College London, wo er 1921 bei Jocelyn Field Thorpe seinen Doktorgrad erhielt und die nachfolgenden Jahre als Dozent für Organische Chemie tätig war. 1924 wurde er zum Professor für Organische Chemie an der University of Leeds berufen. 1930 ging er zurück nach London, wo er von 1937 bis 1961 Leiter der chemischen Abteilung am University College London (UCL) war.
Ingold lieferte wesentliche Beiträge zur Beschreibung, Klassifizierung und Vorhersage von organischen Reaktionen basierend auf dem Verhalten der Elektronen in den reagierenden Molekülen. Unter anderem entwickelte und erweiterte er Konzepte zur Mesomerie, nukleophilen Substitution und Eliminierungsreaktionen. Sein 1953 veröffentlichtes Lehrbuch Structure and Mechanism in Organic Chemistry gilt als Eckpfeiler der Organischen Chemie. Darüber hinaus war Ingold zusammen mit Robert Sidney Cahn und Vladimir Prelog Entwickler der Cahn-Ingold-Prelog-Konvention (CIP-Konvention) zur Bezeichnung komplexer organischer Moleküle.
1924 wurde er als Mitglied („Fellow“) in die Royal Society gewählt, die ihm 1946 die Davy-Medaille und 1952 die Royal Medal verlieh. 1958 wurde er in die American Academy of Arts and Sciences gewählt.
Er wurde auch 112 Mal für den Chemie-Nobelpreis nominiert, erhielt ihn aber nie.
Er war mit der Chemikerin Hilda Usherwood verheiratet, mit der er auch zusammenarbeitete. Sein Sohn Keith U. Ingold ist ein bekannter Chemiker in Kanada.

## Schriften
- Structure and Mechanism in Organic Chemistry. Cornell University Press, 1953.
- Principles of an Electronic Theory of Organic Reactions. Chemical Reviews, Band 15, 1934, S. 238–274.